# José Palmeira Lessa
José Palmeira Lessa (* 18. Januar 1942 in Coruripe) ist ein brasilianischer Geistlicher und emeritierter römisch-katholischer Erzbischof von Aracaju.

## Leben
José Palmeira Lessa empfing am 3. Juli 1968 die Priesterweihe.
Papst Johannes Paul II. ernannte ihn am 21. Juni 1982 zum Weihbischof in São Sebastião do Rio de Janeiro und Titularbischof von Sita. Der Erzbischof von Rio de Janeiro, Eugênio Kardinal de Araújo Sales, spendete ihm am 24. August desselben Jahres die Bischofsweihe; Mitkonsekratoren waren José Alberto Lopes de Castro Pinto, Bischof von Guaxupé, und Celso José Pinto da Silva, Bischof von Vitória da Conquista. Als Wahlspruch wählte er FRAGILIS CUM FRAGILIBUS.
Am 30. Oktober 1987 wurde er zum Bischof von Propriá ernannt. Am 6. Dezember 1996 ernannte ihn der Papst zum Koadjutorerzbischof von Aracaju. Mit dem Rücktritt Luciano José Cabral Duartes folgte er diesem am 26. August 1998 im Amt des Erzbischofs von Aracaju nach.
Papst Franziskus nahm am 18. Januar 2017 seinen altersbedingten Rücktritt an.